# Tetraethylzinn
Tetraethylzinn ist eine chemische Verbindung aus der Gruppe der Zinnorganischen Verbindungen und hat die Konstitutionsformel Sn(C2H5)4.

## Geschichte
Die Verbindung wurde erstmals im Jahr 1852 vom deutschen Chemiker Carl Löwig als Stannäthyl beschrieben.

## Gewinnung und Darstellung
Tetraethylzinn kann durch Reaktion von Ethylmagnesiumbromid mit Zinn(IV)-chlorid gewonnen werden.
{\displaystyle \mathrm {SnCl_{4}+4\ C_{2}H_{5}MgBr\longrightarrow (CH_{3}CH_{2})_{4}Sn+4\ MgBrCl} }

## Eigenschaften
Tetraethylzinn ist eine entzündliche farblose Flüssigkeit, die praktisch unlöslich in Wasser ist.

## Reaktivität
Bei der Reaktion von  Tetraethylstannan mit Iod entsteht Triethyliodstannan:

## Verwendung
Tetraethylzinn wird als Reaktionsgas im CVD-Verfahren zur Herstellung funktioneller Schichten und leitfähiger transparenter Schichten verwendet. Es wurde auch als Pestizid, Fungizid und Bakterizid verwendet.
Es wurde in den 1920er Jahren kurzfristig für den Einsatz als Antiklopfmittel für Ottokraftstoffe untersucht, jedoch schnell durch das effektivere Tetraethylblei ersetzt.

## Sicherheitshinweise
Die Dämpfe von Tetraethylzinn können mit Luft ein explosionsfähiges Gemisch (Flammpunkt 53 °C) bilden. Im Körper wandelt es sich zu dem toxischeren Triethylzinn um. Diese Verbindung wurde 1953/54 als neurotoxische Substanz bekannt, als in Frankreich 110 Todesfälle durch das bakterizid wirkende Präparat Stalinon auftraten, das 10 % Triethylzinn enthielt. Triethylzinn hemmt die oxidative Phosphorylierung, die Glucose-Oxidation sowie den Einbau von Phosphaten in Phospholipide und ist immunotoxisch.